# Centroina sherbrook
Centroina sherbrook is een spinnensoort uit de familie Lamponidae. De soort komt voor in Victoria.